# Квінтон Аарон
Квінтон Аарон (англ. Quinton Aaron; нар. 15 серпня 1984, Бронкс, Нью-Йорк, США) — американський актор, сценарист та продюсер. За роль у стрічці «Невидима сторона» номінований на премії: «NAACP Image Award» Видатний актор у кінофільмі, «Teen Choice Award» Найкращий прорив року: чоловіча роль у фільмі, «BET Award» Найкращий актор, Кінонагорода MTV за найкращий прорив року.

## Життєпис
Народився 15 серпня 1984 року в Бронксі, Нью-Йорк. З сім'єю переїхав у місто Огаста штат Джорджія, де й закінчив початкову школу. З раннього дитинства він співав у церковному хорі.

## Кар'єра
На телебаченні деб'ютував у 2007 році в телесеріалі «Закон і порядок».
Дебютував у кіно в 2006 році у стрічці «З Різдвом». У 2008 році зіграв у стрічці режисера Мішеля Ґондрі «Перемотка».
Квінтон Аарон став виконавчим продюсером стрічок «Nameless» (2013), «Wild Minds» (2015), «Halfway» (2015), «The Cardinal Sin» (2019) та серіалу «Compass to Success» (2011). Для стрічки «Wild Minds» Квінтон написав ще й сценарій.

## Вибрана фільмографія
| Рік  |   | Українська назва                      | Оригінальна назва                 | Роль                             |
| ---- | - | ------------------------------------- | --------------------------------- | -------------------------------- |
| 2018 | ф | «Акваріум Каліфорнія»                 | Fishbowl California               | Ред Чед                          |
| 2018 | ф | «Друге пришестя Христа»               | The Second Coming of Christ       | Майкл                            |
| 2018 | с | «Занепалі»                            | Fallen                            | Соломон Джонс                    |
| 2018 | ф | «Гібристофілія»                       | Hybristophilia                    | Томмі                            |
| 2017 | ф | «Лист Джейсона»                       | Jason's Letter                    | Трой Джеймс-старший              |
| 2016 | ф | «На півдорозі»                        | Halfway                           | Байрон                           |
| 2016 | ф | «Обмін»                               | Traded                            | Сайлес                           |
| 2016 | ф | «Великий»                             | Greater                           | тренер                           |
| 2016 | ф | «Матері та доньки»                    | Mothers and Daughters             | Гамільтон                        |
| 2015 | ф | «Моє перше диво»                      | My First Miracle                  | Брендон                          |
| 2014 | ф | «Поява»                               | The Appearing                     | Кеннет                           |
| 2014 | ф | «Залишені»                            | Left Behind                       | Саймон                           |
| 2013 | ф | «1982»                                | 1982                              | Туртлі                           |
| 2013 | ф | «Паранормальне кіно»                  | Paranormal Movie                  | камео                            |
| 2011 | с | «Закон Гаррі»                         | Harry's Law                       | Брайан Джонс                     |
| 2011 | с | «Школа виживання»                     | One Tree Hill                     | Томмі                            |
| 2010 | с | «Милосердя»                           | Mercy                             | епізодична роль                  |
| 2010 | с | «Закон і порядок: Спеціальний корпус» | Law & Order: Special Victims Unit | Дем'єн Вудс                      |
| 2009 | ф | «Невидима сторона»                    | The Blind Side                    | Майкл Огер                       |
| 2009 | ф | «Міністри»                            | The Ministers                     | Перп                             |
| 2008 | ф | «Перемотка»                           | Be Kind Rewind                    | Q                                |
| 2012 | с | «Закон і порядок»                     | Law & Order                       | епізодична роль (немає у титрах) |
| 2006 | ф | «З Різдвом»                           | Feliz Navidad                     | вокаліст (немає у титрах)        |

## Нагороди та номінації
| Нагороди та номінації | Нагороди та номінації                   | Нагороди та номінації                         | Нагороди та номінації   | Нагороди та номінації |
| Рік                   | Нагорода                                | Категорія                                     | Фільм                   | Підсумок              |
| --------------------- | --------------------------------------- | --------------------------------------------- | ----------------------- | --------------------- |
| 2018                  | «International Christian Film Festival» | Найкращий актор: художній фільм               | «Друге пришестя Христа» | Номінація             |
| 2010                  | «MTV Movie Awards»                      | Найкращий прорив року                         | «Невидима сторона»      | Номінація             |
| 2010                  | «Teen Choice Awards»                    | Найкращий прорив року: чоловіча роль у фільмі | «Невидима сторона»      | Номінація             |
| 2010                  | «BET Award»                             | Найкращий актор                               | «Невидима сторона»      | Номінація             |
| 2010                  | «NAACP Image Award»                     | Видатний актор у кінофільмі                   | «Невидима сторона»      | Номінація             |
| 2010                  | «Black Reel Awards»                     | Найкращий прорив року                         | «Невидима сторона»      | Номінація             |